# Sobhan Ahmadi
Sobhan Ahmadi (persisch سبحان احمدی; * 18. März 2001) ist ein iranischer Leichtathlet, der sich auf den Mittelstreckenlauf spezialisiert hat.

## Sportliche Laufbahn
Erste internationale Erfahrungen sammelte Sobhan Ahmadi im Jahr 2023, als er bei den Asienmeisterschaften in Bangkok mit 1:50,71 min in der ersten Runde im 800-Meter-Lauf ausschied. Im Jahr darauf gewann er bei den Hallenasienmeisterschaften in Teheran mit neuem Landesrekord von 1:47,04 min die Silbermedaille hinter dem Kuwaiter Ebrahim al-Zofairi. 

## Persönliche Bestleistungen
- 800 Meter: 1:47,04 min, 19. Februar 2024 in Teheran
- 1500 Meter: 3:48,40 min, 28. August 2022 in Teheran